# Hornsherred
Inte att förväxla med Horns Herred, Jylland.

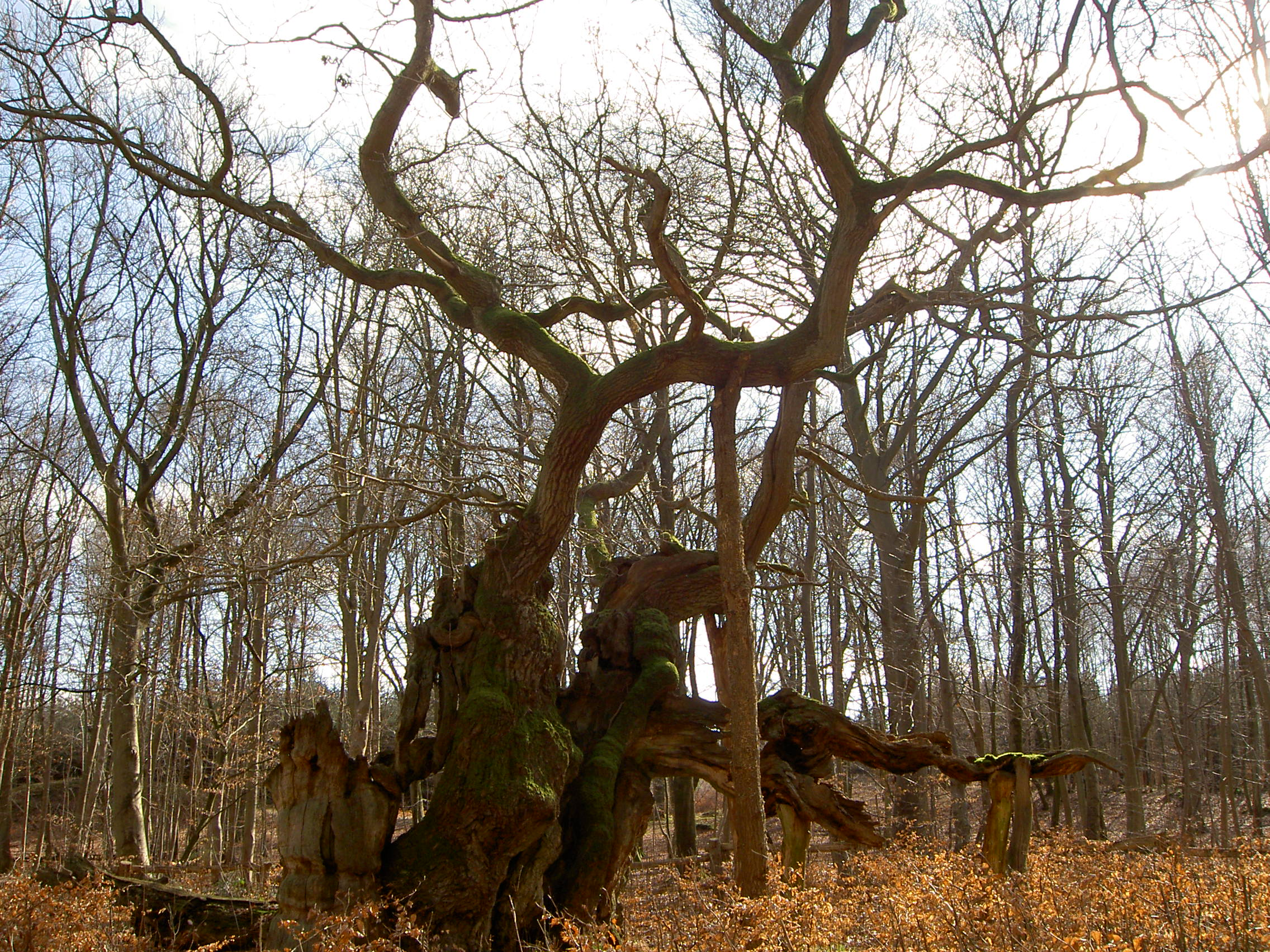
Kongeegen, Jægerspris

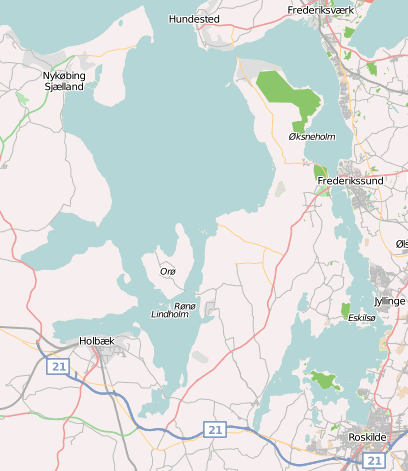
Karta

Hornsherred är en halvö på norra Själland i Danmark, mellan Roskildefjorden och Isefjorden. 
Halvön har fått sitt namn efter Horns Herred (jämför härad), som utgjorde den norra delen av halvön, vilken ligger inom tidigare Jægerspris och Skibby kommuner, numera inom Frederikssunds kommun. Den södra delen av halvön, som tidigare var en del av Bramsnæs kommun och numera ligger i Lejre kommun, ingick däremot i Voldborg Herred.
På sommaren går en fordonsfärja från Kulhuse på norra spetsen av Hornsherred till Hundested.